# Prci, prci, prcičky: Nahá míle
Prci, prci, prcičky: Nahá míle (orig. American Pie Presents: The Naked Mile) je americká komedie ze série Prci, prci, prcičky. Universal Pictures se ji rozhodlo natočit po komerčním úspěchu předchozího dílu. Ten byl stejně jako Nahá míle distribuován rovnou na DVD.
Nahá míle je název skutečné akce, kterou pořádali studenti University of Michigan do roku 2004. Konala se pravidelně na konci každého školního roku a účastníci při ní běželi nebo jeli na kole částečně nebo úplně nazí přes univerzitní kolej. V roce 2004 ji univerzita zrušila kvůli problémům, které s sebou událost nesla - zatýkání studentů apod.

## Děj
Erik Stifler těžce žije se svým příjmením, protože je možná jediným Stiflerem, který končí střední školu a je stále panic. Film začíná, když je Erik doma nemocný, rodiče odjeli pryč, a tak zrovna masturbuje. Když už se blíží k ejakulaci, jeho rodiče a babička se neočekávaně vracejí, babička se objeví ve dveřích a je zasažena Erikovým ejakulátem. Babička šokem umírá na infarkt.
Erikova přítelkyně Tracy ho miluje, ale není připravená na sex. Jejich první pokus dopadne katastrofálně. Erikovi přátelé Cooze a Ryan plánují navštívit Erikova bratrance Dwighta Stiflera na univerzitě během slavné události známé jako Nahá míle. Tracy dá Erikovi na tento víkend povolenku na všechno, doufá, že tak uhasí svůj chtíč a pak počká až bude připravena na sex.
Erik s přáteli zastihnou Dwighta zrovna při soutěži v pití, ve které je Dwight školním šampionem. Pak se účastní zápasu ve fotbale proti znepřátelenému bratrstvu, jehož členy jsou téměř samí malí lidé. Členové tohoto bratrstva později napadnou Dwighta, který skončí v nemocnici, kde Dwight řekne Erikovi, že je skvělým členem rodiny Stiflerových.
Následuje Nahá míle, které se účastní mnoho krásných žen. Erik na ní potká studentku s úchylkou na panice. Když se líbají, přenáší to televize a to vidí Tracy, která lituje, že Erikovi dala do Michiganu povolenku na všechno. Její kamarádky ji přemlouvají, aby taky ztratila panenství, než se Erik vrátí. Později večer si Erik uvědomí, že Tracy miluje, a vydá se na cestu k ní. Když přijede k ní domů, její otec jí řekne, že je na party, kam se Erik také vydá a zjistí, že Tracy je v horním patře, aby ztratila panenství se svým bývalým přítelem. Erik začne bouchat na dveře místnosti, ve které má být Tracy, ta je ale za ním. Za velkého aplausu ostatních se obejmou.
Později toho večera se spolu Erik a Tracy poprvé vyspí. Když se Erik ráno vrátí pro své kamarády na kolej, všichni z nich mají své zážitky z předchozí noci. Dwight pošle vůdci znepřáteleného bratrstva Skálovi video, na kterém souloží s jeho přítelkyní. Dwight mu na něm ukáže prostředníček, řekne Rockově přítelkyni, aby se na Rocka usmála. Ta se pak otočí a pokračuje v líbání s Dwightem. Film končí, jak Skála zařve: "Stiflere!"

## Postavy
- Erik Stifler (John White)
- Dwight Stifler (Steve Talley)
- Ryan Grimm (Ross Thomas)
- Mike "Cooze" Coozeman (Jake Siegel)
- Tracy Sterlingová (Jessy Schram)
- Rock (Jordan Prentice)
- Vicky (Mika Winkler)
- Noah Levenstein (Eugene Levy)
- Harry Stifler (Christopher McDonald)
- Brandy (Candace Kroslak)
- Alexis (Angel Lewis)
- Jill (Jaclyn A. Smith)